# Aescwine de Wessex
Aescwine de Wessex (m. c. 676) fue un monarca del Reino anglosajón de Wessex, pero probablemente no fue el único rey de Wessex en ese momento.
Según Beda, después de la muerte del Rey Cenwalh: «sus subordinados tomaron el reino, y lo dividieron entre ellos, manteniéndolo por diez años». Algunas tradiciones colocan a Aescwine como sucesor de la reina Seaxburh, esposa de Cenwalh. En cambio, otras fuentes consideran que esta última fue sucedida por el padre de Aescwine, Cenfus.
La Crónica Anglosajona ubica el comienzo del reinado de Aescwine (o Escwin) alrededor del año 674. En ese párrafo también se aporta una genealogía, que lo hace descendiente en quinta generación de Cynric. 
En La Crónica Anglosajona también se menciona que en 675, Aescwine se enfrentó en la batalla de Bedwin contra Wulfhere de Mercia. Si bien consiguió repeler a las tropas enemigas, fue incapaz de sacar mayor ventaja de la victoria obtenida.
Aescwine fue sucedido en 676 por Centwine.